# Villorquite del Páramo
Villorquite del Páramo es una localidad y también una pedanía del municipio de Saldaña situada en la provincia de Palencia, comunidad autónoma de Castilla y León (España).

## Demografía
- Altitud: 968 m s. n. m.
- Latitud: 42º 34' N
- Longitud: 04º 43' O
- Código INE: 34157
- Código Postal: 34117

Evolución de la población en el siglo XXI
| Gráfica de evolución demográfica de Villorquite del Páramo entre 2000 y 2020 |
|                                                                              |
| Población de derecho (2000-2020) según el padrón municipal del INE           |

## Economía
Agricultura, ganadería y turismo rural. Además, el pueblo cuenta con una fuente de excelentes aguas hasta la que se acercan vecinos de toda la comarca.
Existe un manantial de aguas termales en Fuente de Calores, lugar en las cercanías de Villorquite del Páramo.
La chopa existente en el centro de la población está catalogada como "Arbol Singular" por la ONG Bosques sin Fronteras.

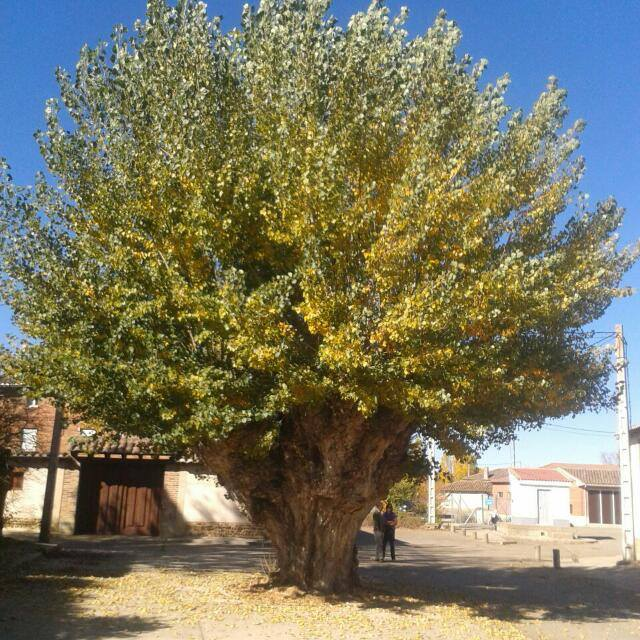
La chopa del juego de bolos

## Historia
A la caída del Antiguo Régimen la localidad se constituye en municipio constitucional y que en el censo de 1842 contaba con 12 hogares y 62 vecinos, para posteriormente integrarse en Villafruel.

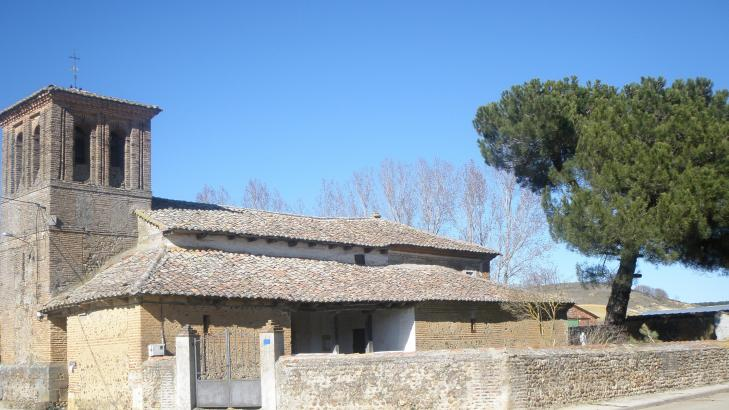

En el libro Becerro de Behetrías, que data del año 1.351, vincula Villorquite con el señor Jhoan Alfonso de Alburquerque. Estaba integrado en la Comunidad de Villa y Tierra de Saldaña.
En el Catastro del Marqués de la Ensenada, realizado en el año 1752, se hace esta descripción:
. Lugar que dista 11 “leguas bulgares”, hasta Palencia.
. Es un Lugar de “Señorío”, perteneciente a la Excma. Sra. Duquesa del Infantado, y Condesa de Saldaña. Que por razón del señorío “no se paga cosa alguna”. Hay 14 casas, diez vecinos y medio (las viudas cuentan por ½).
En el Diccionario Geográfico Estadístico de España y Portugal (Sebastián de Miñano) del año  1828, se cita a Villorquite del Páramo con un molino hidráulico , de una rueda, sobre el río Valdeperal.
En el Diccionario Geográfico Estadístico Histórico de España (Pascual Madoz)de 1850 , aparece con 24 casas, 12 vecinos, 62 almas. Tiene escuela de primeras letras que frecuentan 20 niños.
En 1.808 las tropas de Napoleón allanan la iglesia llevándose las joyas de su interior.

## Personalidades
- Julio González González: Medievalista.